# 제리 고핀
제리 고핀(Gerry Goffin, 1939년 2월 11일 ~ 2014년 6월 19일)은 미국의 작사가이다. 1990년에 한때 작사 작곡 파트너이자 첫 번째 아내인 캐롤 킹과 함께 로큰롤 명예의 전당에 입성했다.

## 생애
제리 고핀은 1939년 뉴욕 브루클린에서 태어났다. 퀸스 대학교에 다닐 당시인 스무 살에 열일곱 살인 캐롤 킹과 결혼한다. 둘은 60~70년대에 뉴욕의 음악 출판회사인 알든 뮤직(Aldon Music)에 전속 작사, 작곡 팀으로 소속돼 수많은 히트곡을 함께 만들었다. 당시 둘이 함께 만든 곡은 편집음반 〈Goffin & King Songbook〉으로 발매됐다.
제리 고핀은 여성 싱어송라이터 캐롤 킹과 작사 작곡 콤비로 잘 알려져 있다. 1959년에 결혼한 둘은 1961년 빌보드차트 1위를 차지한 슈렐즈의 〈Will You Love Me Tomorrow〉를 시작으로 약 10년 동안 네 곡의 빌보드 1위곡을 포함해 무려 40여 곡의 히트곡을 남겼다. 이외에도 고핀은 다른 작곡가들과 협업을 통해 80년대까지 꾸준히 히트곡을 만들었다. 캐롤 킹-제리 고핀 콤비는 비틀즈의 레논-매카트니, 엘튼 존-버니 토핑 등과 함께 팝 역사상 최고의 명콤비로 남아 있다. 둘이 함께 만든 곡 중 아레사 프랭클린의 〈You Make Me Feel Like (A Natural Woman)〉, 리틀 에바의 〈The Loco-Motion〉, 쿠키스의 〈Chains〉 등이 잘 알려져 있다. 킹-고핀의 곡들은 후대의 수많은 가수들이 다시 불렀다. ‘체인스’는 비틀즈가 노래한 것으로도 유명하다.
고핀과 캐롤은 1968년에 이혼했지만, 이후에도 몇 곡을 함께 만들었다. 1990년에는 함께 ‘로큰롤 명예의 전당’에 이름을 올렸다. 제리 고핀은 2014년 6월 19일 75세의 나이로 유명을 달리했다. 19일 외신은 제리 고핀이 로스앤젤레스 비벌리힐스에서 자연사했다고 일제히 보도했다. 캐롤 킹은 제리 고핀의 죽음에 대해 공식 페이스북을 통해 “제리는 내 첫 사랑이었다. 그는 내 인생과 이 세상에 지대한 영향을 미쳤다. 그의 가사들은 많은 이들의 마음을 움직였다”고 전했다.